# Coles Creek-kulturen

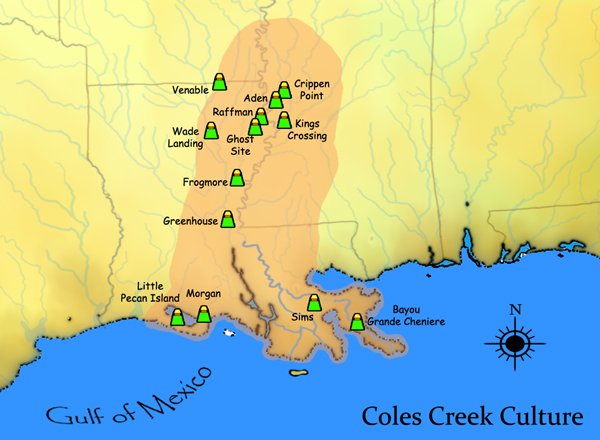
Coles Creek-kulturens utbredningsområde.

Coles Creek kallas en arkeologisk kultur som blomstrade 700-1200 i Mississippiflodens nedre dalgång i nuvarande Arkansas, Louisiana och Mississippi. Coles Creek-kulturen föregick Plaqueminekulturen.

## Kulturutveckling
Coles Creek-kulturen är en endemisk utveckling av Troyvillekulturen i den nedre Mississippidalen. Den definierades ursprungligen genom sin användning av pulvriserad bränd lera som tempering vid keramiktillverkning. Kulturen är ett uttryck för en signifikant förändring från det tidigare fångstsamhället. Befolkningen ökade kraftigt och samhället kännetecknades av ökande kulturell och politisk komplexitet. Från år 1000 börjar det finnas fynd som ger uttryck för politisk och social elitism i form av ett ökande antal plattformshögar runt en centralplats. Bärarna av Coles Creek-kulturen livnärde sig på insamling och odling av inhemska väхter, som pumpor, teхasmålla, solrosor med flera samt jakt.

## Högbyggande
Troyvillekulturen byggde högar, huvudsakligen som gravar. I Coles Creek-kulturen förändrades högarnas form och funktion. De byggdes nu för att bilda underlag för tempel och andra byggnader. Pyramidhögar med platta toppar byggdes över många år och med många lager. På toppen anlades flätverksbyggnader med religiösa och politiska funktioner. En idealtypiskt Coles Creek-plats består av två eller tre högar kring en öppen centralplats. Detta mönster börjar framträda omkring år 800 och fortsatte under flera hundra år. Under kulturens slutfaser tillkommer ända upp till tre ytterligare högar kring centralplatserna. Många Coles Creek-högar är uppförda på gravhögar tillhöriga Troyvillekulturen.

## Rekonstruerade centralplatser

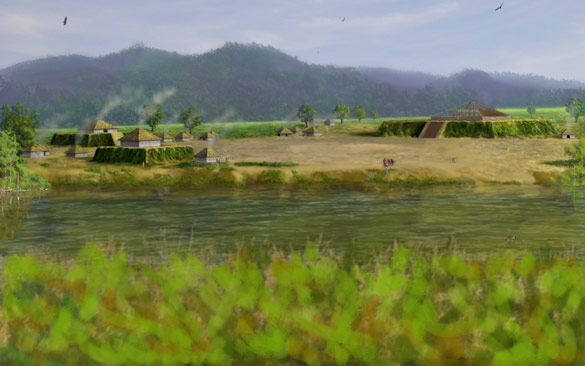
King's Crossing 900-1050
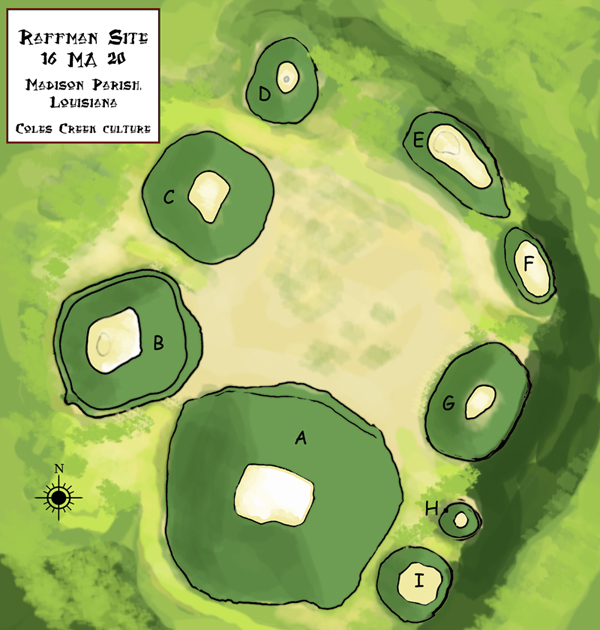
Raffman 700-1100
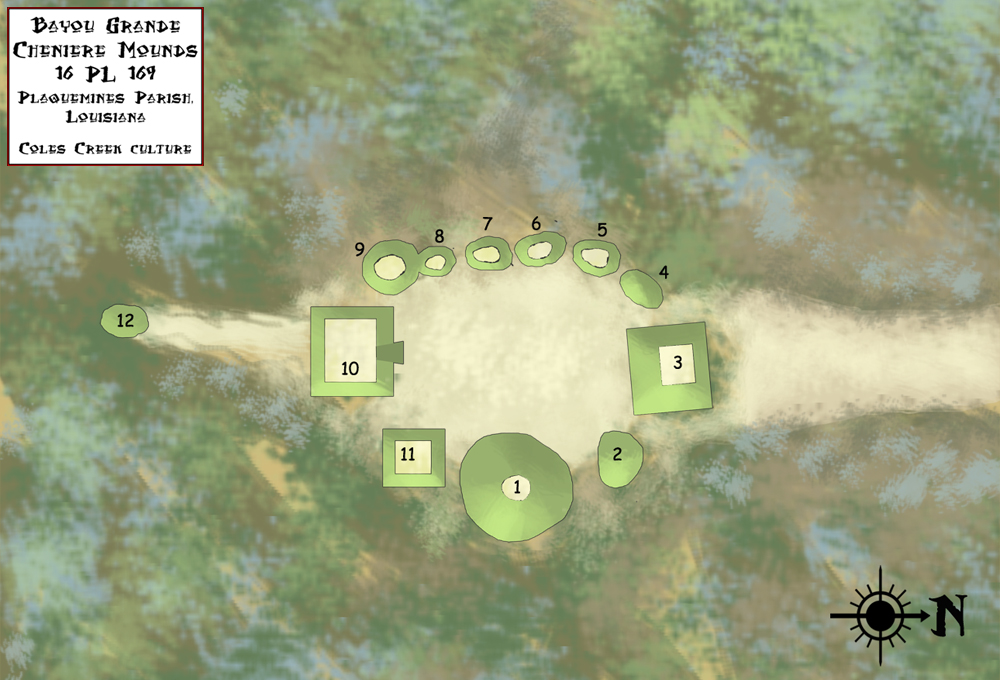
Bayou Grand Chernier 700-1200